# Аладин (сериал)
Аладин (на английски: Aladdin) е американски анимационен сериал, произведен от Уолт Дисни Телевижън Анимейшън, излъчван от 6 февруари 1994 г. до 25 ноември 1995 г., като последният епизод е излъчен точно три години след излизането на едноименния оригинален филм на Дисни от 1992 г., върху който е базирана поредицата. Премиерата на сериала е три месеца преди първото продължение на пълнометражния филм – „Завръщането на Джафар“. Второто и последно продължение на Аладин е „Аладин и царят на разбойниците“ (1996), като и двата са издадени директно на видео.
Телевизионният сериал е продуциран от Алан Заслов и Тад Стоунс, които вече са известни с работата си по Чип и Дейл: Спасителен отряд и Чернокрилия паток. Много от актьорите, озвучили героите във филмите, ги озвучават и в сериала, с изключение на Дан Кастеланета, който заменя Робин Уилямс в ролята на Джина (включително в Завръщането на Джафар) и Вал Бетин като султана (който заменя Дъглас Сийл след оригиналния филм).
Първоначално сериалът се излъчва Дисни Ченъл в началото на 1994 г., а през септември същата година той започва да се излъчва едновременно в синдикирания блок The Disney Afternoon и в събота сутрин по Си Би Ес (преди покупката на Ей Би Си от Дисни). Disney Channel предава сериала от 1997 до 2000 г. Сериалът се показва в Toon Disney от април 1998 до декември 2008.

## Сюжет
Историята се развива в измисления султанат Аграба, като действието се развива една година след оригиналния филм. Аладин, сгоден за принцеса Жасмин, се впуска в многобройни приключения със своите приятели.

## Актьори
Главни герои
- Скот Уайнгър – Аладин, първоначално той е уличен крадец, който краде храна, за да оцелее, но животът му се променя, когато се запознава и се влюбва в Жасмин, принцесата на Аграба. Аладин е сгоден за Жасмин и в крайна сметка ще стане принц, като впоследствие ще наследи Султана. Той научава за бъдещите си отговорности, като същевременно защитава кралството от чудовища, магьосници и други опасности.
- Линда Ларкин – Жасмин, принудена от баща си да се омъжи за принц, но животът ѝ се промени към по-добро, когато избягва от двореца и среща мъжа на мечтите си Аладин. Жасмин не е обикновена принцеса, тъй като има воля и иска да живее живот, в който е свободна да прави своя избор, и да не позволява на другите да я контролират. Получила вече повече независимост, Жасмин започва да върши неща, които никога преди не е правила.
- Дан Кастеланета – Джинът, един от най-добрите приятели на Аладин. Освободен от лампата си и способен да използва магията си свободно, Джинът помага на Аладин в приключенията му в защита Аграба. Магията на Джина обаче не винаги работи успешно, тъй като силите му намаляват, след като е освободен. Той описва силите си като „полуфеноменални, почти космически“.
- Гилбърт Готфрид – Яго, въпреки че може да е поправил постъпката си, Яго все още е много алчен и непрекъснато иска да има богатство и власт в живота си. Яго по невнимание създава неприятности на бандата, докато ги води в търсене на съкровища, които се оказват опасни. Въпреки че може да е зле настроен, дълбоко в себе си е добър и винаги взима правилното решение. Яго също има таланта да може да имитира гласове.
- Вал Бетин – Султанът, добросърдечният баща на Жасмин, владетел на Аграба, който разрешава годежа между нея и Аладин.
- Франк Уелкър – Абу, очарователният, палав и най-близък приятел на Аладин. Известно е, че Абу е майстор-крадец и е насочил поглед към златото и бижутата. Абу и Яго стават добри приятели и работят много пъти заедно, за да спечелят пари и богатства извън най-смелите си мечти.
- Вълшебното килимче е лоялен приятел, който някога е обитавал Пещерата на чудесата. Той е транспортът за Аладин и неговите приятели, както и постоянен партньор в игрите на Джина.

## Епизоди
| Сезон | Сезон | Епизоди | Оригинално излъчване | Оригинално излъчване |
| Сезон | Сезон | Епизоди | Начало               | Край                 |
| ----- | ----- | ------- | -------------------- | -------------------- |
|       | 1     | 9       | 6 февруари 1994      | 1 май 1994           |
|       | 2     | 69      | 5 септември 1994     | 28 февруари 1995     |
|       | 3     | 8       | 16 септември 1995    | 25 ноември 1995      |

## „Аладин“ в България
В България сериалът е излъчен по Канал 1 в програмата „Уолт Дисни представя“ през 1997 г. Екипът се състои от:
| Озвучаващи актьори       | Александър Воронов (Аладин) Георги Георгиев (Джин) Елена Саръиванова (Жасмин) Любомир Младенов (Яго в някои епизоди) Георги Митев (Яго в някои епизоди) Николай Бинев (Султан) Цветан Ватев (Механика) Петър Евангелатов (Харуд Хази Бин) Ива Апостолова (Мираж) Елена Русалиева (Бахид) Георги Тодоров (Абис Мол) Васил Бинев (Мозенрат) Нели Топалова Силви Стоицов |
| Превод                   | Теодора Бошнакова |
| Редактори                | Майя Пачникова Веселина Пършорова |
| Текст на песента         | Явор Спасов |
| Песента изпълнява        | Чочо Владовски |
| Организатор              | Жени Кръстева |
| Компютърни надписи       | Соня Пенкова |
| Монтаж                   | Мадлена Иванова Елка Грозева |
| Асистент-режисьори       | Ива Романова Алис Дичева |
| Директори на продукцията | Нина Костова Йордан Темелков |
| Тонрежисьор              | Николай Пефев |
| Режисьори на дублажа     | Красимир Ризов Наталия Пискова |
| Copyright                | БНТ, 1997 – 2000 г. |

През 2009 г. започва повторно излъчване по bTV в рубриката „Детски клуб Дисни“, но с нов дублаж, всяка събота и неделя сутринта. Дублажът е на студио Медиа Линк, чието име не се споменава. Ролите се озвучават от артистите Живка Донева, Сава Пиперов, Кристиян Фоков и Христо Бонин.
На 8 януари 2011 г. започва повторно по Нова телевизия, всяка събота и неделя от 08:00. Ролите се озвучават от артистите Даниела Йорданова, Александър Воронов, Димитър Иванчев и Силви Стоицов.